# Burg Reichenbach (Westhausen)
Die Burg Reichenbach, allgemein Schlössle genannt, ist eine abgegangene Höhenburg beim Ortsteil Reichenbach der Gemeinde Westhausen im Ostalbkreis in Baden-Württemberg.

## Geographische Lage
Der Burgstall befindet sich etwa einen Kilometer südsüdwestlich der Ortsmitte des namengebenden Dorfes auf einem kleinen Vorsprung am Nordabhang der Alb zur kleinen Talbucht des kurzen Jagst-Zuflusses Reichenbach auf etwa 652,1 m ü. NN und damit etwa 150 Meter über dem Dorf. Etwa eineinviertel Kilometer im Nordwesten von ihr stand die Agnesburg am fernen Abhang des ausgeprägten Sporns Böhler. Aus dieser Richtung kommend steigt heute die A 7 aus dem Jagsttal durch den Agnesburgtunnel auf die Albhöhe und läuft dann weniger als einen Kilometer nach dem Tunnelausgang dicht im Süden am Burggelände vorbei.

## Geschichte
Die Burg wurde erstmals urkundlich 1240 im Güterverzeichnis des Klosters Ellwangen im Besitz des ortsadligen Freien Heinrich von Reichenbach erwähnt und fand weitere Erwähnungen 1260 mit dem Kloster Mödingen und 1283 mit dem Kloster Kaisheim. Ab 1354 verlieren sich die urkundlichen Eintragungen über die Burganlage. Das „Schlössle“ war etwa im selben Zeitabschnitt existent und bewohnt wie die etwa eineinviertel Kilometer davon entfernte Agnesburg.
Nach einer Sage soll der letzte Schlossherr des „Schlössles“ im Gegensatz zur edlen und mildtätigen „Jungfer Agnes“ auf der Agnesburg nicht wohltätig gewesen sein, sondern seine Reichenbacher Untertanen ausgebeutet und misshandelt haben. Später haben diese ihn dann umgebracht, die Burg zerstört und als Baumaterial genutzt.

## Beschreibung
Die Grundfläche der Burganlage hatte eine Größe von ca. 35 auf 45 Metern. Damit war sie etwa ein Drittel größer als die Agnesburg.